# Rede Gottes
Die Rede Gottes (arabisch كلام الله, DMG Kalām Allāh) ist in der islamischen Theologie eines der Attribute Gottes. Als Rede Gottes gilt hierbei sowohl das den Propheten offenbarte Wort Gottes als auch das Schöpfungswort kun („Sei!“), mit dem Gott die Welt erschafft. Das Verhältnis der Rede Gottes zu Gott selbst sowie zu dem offenbarten Koran ist eines der zentralen Themen  in der Auseinandersetzung zwischen den theologischen Schulen der Muʿtaziliten, Aschʿariten, Māturīditen und Hanbaliten. Einige muslimische Gelehrte vermuteten, dass die Rede Gottes auch namengebend für die Kalām-Wissenschaft war: Da sie eine der Hauptfragen gewesen sei, um die sich die Kontroversen dieser Wissenschaft drehten, habe man sie insgesamt danach benannt.

## Koranische Aussagen
Der Ausdruck „Rede Gottes“ (kalām Allāh) kommt an drei Stellen im Koran vor:
- Sure 2:75: „Seid ihr denn darauf aus, dass sie euch glauben, wo einige die Rede Gottes schon hörten, dann aber, nachdem sie sie verstanden hatten, sie verfälschten, und zwar wissentlich?“
- Sure 9:6: „Wenn Dich einer von den Beigesellern um ein Nachbarschaftsbündnis bittet, so gewähre es ihm, auf dass er die Rede Gottes hören kann.“
- Sure 48:15, wo es, auf die Heuchler bezogen, heißt: „Sie wollen die Rede Gottes verändern.“

Von großer Bedeutung für spätere theologische Diskussionen war außerdem Sure 16:40: „Vielmehr ist unsere Rede (qaulu-nā), wenn wir irgendetwas wollen, dass wir zu ihm sagen: ‚Sei!‘ (kun) – und dann ist es.“
Daneben wird noch an zahlreichen anderen Stellen die Rede Gottes indirekt thematisiert. So wird in Sure 2:253 ausgesagt, dass Gott einige von den Gesandten den anderen vorgezogen hat und es einige unter ihnen gibt, zu denen Gott redete (wa-min-hum man kallama Llāhu), und einige, die er um Stufen erhöhte. Eine besondere Position unter den Propheten nimmt Moses im Islam ein, denn mit ihm soll Gott, wie es in Sure 4:164 (kallama Llāhu Mūsā taklīman) heißt, wirklich gesprochen haben. Deswegen hat er den Beinamen Kalīm Allāh („Angeredeter Gottes“) erhalten.
Wenn Gott mit einem Menschen spricht, dann tut er dies nur auf ganz bestimmte Weise, nämlich entweder durch Eingebung (waḥyan), hinter einem Vorhang (min warāʾ ḥiǧāb), oder indem er einen Boten sendet, der ihm dann mit seiner Erlaubnis eingibt, was er will (Sure 42:51). Die Fähigkeit der Rede unterscheidet Gott von den Götzen, denn diese können nicht sprechen (Sure 7:148).

## Problemfelder der theologischen Diskussion
Allgemein schlossen die islamischen Theologen aus diesen Versen, dass Gott eine Rede (kalām) besitzt und ein Sprechender (mutakallim) ist.  Wie sich aber die Rede Gottes zu Gott selbst und zu dem Koran verhält, ob die Rede erschaffen oder unerschaffen ist, ob sie hörbar ist oder nicht und ob es mehrere Reden Gottes gibt oder nur eine, war unter islamischen Theologen umstritten. Ausführungen dazu finden sich in fast allen Handbüchern zum Kalām sowie zu den "Grundlagen der Religion" (uṣūl ad-dīn).

### Die Rede Gottes: erschaffen oder unerschaffen?
Zu den strittigen Punkten hinsichtlich der Rede Gottes gehörte die Frage, ob sie erschaffen oder unerschaffen ist. Allgemein wird den Muʿtaziliten nachgesagt, dass sie die Rede Gottes für erschaffen hielten, so wie sie auch die Erschaffenheit des Korans lehrten, allerdings gab es auch einzelne Muʿtaziliten wie Murdār, den Schüler von Bischr ibn al-Muʿtamir, die nur den Koran für erschaffen hielten, die Rede Gottes jedoch für unerschaffen.
Innerhalb des Lagers derjenigen, die die Erschaffenheit der göttlichen Rede annahmen, gab es noch feine Unterschiede. Die meisten Muʿtaziliten lehrten, dass Gott die Rede in etwas anderem als sich selbst erschaffe. Das könne ein  brennender Dornbusch sein wie bei Mose, oder die Luft wie bei dem Engel Gabriel. Dschahm ibn Safwān, Dirār ibn ʿAmr (gest. 815) und an-Naddschār (gest. ca. 830) meinten, dass Gott seine Rede in Körpern erschaffe. Abū ʿAlī al-Dschubbā'ī und sein Sohn Abū Hāschim vertraten die Auffassung, "dass Gott ein Redender (mutakallim) ist, durch eine Rede, die er in einem Subjekt erschafft."
Andere Muʿtaziliten dagegen meinten, dass das Sprechen Gottes lediglich die Erschaffung der Wahrnehmung des Erschaffenen sei, so dass er hören könne. Die Erschaffung der Rede ist somit die Befähigung des Menschen zum Hören. Für ʿAbd al-Dschabbār ibn Ahmad ist dagegen die Rede eine von Gott erschaffene Handlung.
Zu denjenigen, die die Rede Gottes als unerschaffen betrachteten, gehörte Abū l-Hasan al-Aschʿarī. Er nahm in sein Glaubensbekenntnis den Lehrsatz auf, "dass die Rede Gottes unerschaffen ist, und Er nichts erschaffen hat, ohne zu ihm zu sagen 'Sei!' (kun)", so wie es in Sure 16:40 ausgedrückt wird. Die Rede Gottes kann seiner Auffassung nach deswegen nicht erschaffen sein, weil sie auch das Schöpfungswort einschließt, und dieses nicht durch sich selbst erschaffen sein kann. Wenn Gott nicht von Anfang sprechend gewesen wäre, wäre er stumm gewesen und hätte die Schöpfung und die Offenbarung nicht hervorbringen können. Auch der Zāhirit Ibn Hazm hielt die Rede für unerschaffen.
Nach dem Hanbaliten Ibn Taimīya (st. 1328) ist es die unter den Altvorderen (salaf al-umma) etablierte Lehre, dass die Rede Gottes unerschaffen ist. Sie sei herabgesandt, aber eben nicht erschaffen, gehe von Gott aus und kehre zu ihm zurück. Mit der Rückkehr der Rede Gottes, so erklärte Ibn Taimīya, ist dabei die am Ende der Zeiten stattfindende Entfernung des Korantextes aus den Koranexemplaren und von den Herzen der Menschen gemeint. In der Waṣīyat Abī Ḥanīfa, einer māturīditischen Bekenntnisschrift, die in der frühen Neuzeit häufig kommentiert wurde, wird die Unerschaffenheit der göttlichen Rede bekräftigt und gesagt: "Wer sagt, dass die Rede Gottes erschaffen ist, ist ein Kāfir hinsichtlich Gottes. Gott, den die Menschen anbeten, bleibt derselbe, und seine Rede wird rezitiert, geschrieben und memoriert, ohne aber von ihm getrennt zu sein."

### Das Verhältnis der Rede zu Gott
Der Murdschi'it an-Naddschār (gest. ca. 830) lehrte, dass die Rede Gottes, wenn sie rezitiert werde, ein Akzidens (ʿaraḍ) sei, wenn sie aufgeschrieben werde, dagegen zum Körper (ǧism) werde. Die Vorstellung, dass die Rede Gottes ein Akzidens ist, wurde von verschiedenen Muʿtaziliten, so zum Beispiel an-Nazzām (gest. 846) und al-Iskāfī (gest. 854), übernommen.
Für andere Muʿtaziliten gehörte die Rede Gottes zu den sogenannten Attributen des Handelns (ṣifāt al-fiʿl), die im Gegensatz zu den Attributen der Essenz (ṣifāt aḏ-ḏāt) an die Zeit gebunden sind. ʿAbd al-Dschabbār ibn Ahmad betrachtete dementsprechend Gottes Rede als sein Handeln und meinte, dass man Gott auch nur deshalb als "redend" (mutakallim) bezeichnen könne, weil er ein "Macher von Rede" (fāʿil kalām) ist. Nach Abū l-Hasan al-Aschʿarī lehrten die meisten Muʿtaziliten, "dass die Rede Gottes sein Handeln ist, das er zu einer Rede gemacht hat, und dass es unmöglich ist, dass Gott immer ein Redender ist." Sie sahen die Rede Gottes also als eine Handlung an, die der Vergangenheit angehört.
Eine andere Position hinsichtlich der Rede Gottes nahm Ibn Kullāb (gest. 855) ein. Er meinte, dass die Rede eines der essentiellen Attribute Gottes ist, das ihm so inhärent ist wie das Leben und von Anfang an existiert. Für ihn ist die Rede Gottes weder mit Gott identisch, noch ist sie etwas anderes als er. Die gleiche Auffassung vertrat auch al-Aschʿarī. Er widmete ein ganzes Kapitel seines "Buches der Schlaglichter" (Kitāb al-Lumaʿ) dem Beweis dafür, dass die Rede Gottes zu den Attributen der Essenz (ṣifāt aḏ-ḏāt) gehört. Damit richtete er sich gegen die Muʿtaziliten, für die die Rede Gottes nicht zu den ewigen Attributen der Essenz Gottes, sondern zu den Attributen der Handlung gehörte. Al-Aschʿarī hielt die Rede Gottes im Gegensatz zu ihnen nicht für eine vergangene Handlung, sondern eine Handlung, die in Gott gegenwärtig ist. Auch al-Bāqillānī (st. 1013). und Ibn Taimīya (st. 1328) betrachteten die Rede als ein essentielles Attribut Gottes. Ibn Taimīya meinte allerdings, dass die Rede Gottes gleichzeitig ein essentielles und ein aktives Attribut sei.
Bei denjenigen, die die Rede für ein essentielles Attribut Gottes hielten, war umstritten, wie sie sich zu den anderen essentiellen Attributen verhält. Ibn Kullāb meinte, dass die Rede Gott in der Weise inhärent ist wie das Leben und auch nicht von dem Willen (irāda) oder der Allmacht (qudra) abhängig ist. Nach Ibn Taimīya ist dagegen das Attribut der Rede dem Attribut des Willens untergeordnet, weil Gott spricht, wann und wie er will. Für as-Saffārīnī ist die Rede das zweite der insgesamt sieben bestätigten Attribute (aṣ-ṣifāt aṯ-ṯubūtīya). Das erste dieser Attribute ist das Leben Gottes, die anderen fünf sind das Sehen, das Hören, der Wille, das Wissen und die Allmächtigkeit Gottes.

### Das Verhältnis der Rede zum Koran
Die Vorstellung, dass der Koran die Rede Gottes ist, lässt sich schon früh nachweisen. Auf einem Grabstein, der wahrscheinlich aus dem Jahre 815 stammt, heißt es: "Der Koran ist die Rede Gottes, hinabgesandt und unerschaffen." Ahmad ibn Hanbal wird mit den Worten zitiert, dass der Koran die Rede Gottes, wohin auch immer er gesandt wird. Den Hanbaliten wird nachgesagt, dass sie alles, was sich zwischen den beiden Buchdeckeln befindet, alles, was rezitiert und gehört wird, Laute und Buchstaben, für die Rede Gottes hielten. Die Auffassung, dass der Koran die Rede Gottes ist, wurde auch von den Muʿtaziliten geteilt. Al-Dschubbā'ī zum Beispiel lehrte, dass Gott bei der Rezitation des Korans "eine Rede von sich im Subjekt der Rezitation neu erschafft". ʿAbd al-Dschabbār ibn Ahmad meinte, dass der Koran die letzte Rede Gottes an die Menschen ist, er jedoch weiter zu den Engeln spricht.
Ibn Kullāb wies dagegen die Auffassung zurück, dass der Koran die Rede Gottes sei. Seiner Auffassung nach war nur der Inhalt (al-maʿnā), der im göttlichen Wesen subsistiert, und auf den der arabische Koran hinweist, die Rede Gottes. Ibn Kullāb meinte zwar, dass die Rede ein essentielles Attribut Gottes ist, stellte jedoch in Abrede, dass auch die Laute und Buchstaben, die die Menschen auf Erden rezitieren, ewig sind, weil diese, wie er meinte, nur Ausdruck (ʿibāra) der göttlichen Rede sind, ihre lautliche, geschaffene Gestalt. Andere sagten ihm nach, dass er den Koran als die Abbildung (rasm) bzw. die Reproduktion (ḥikāya)  der Rede Gottes betrachtete.
Die Auffassung, dass der Koran nicht die Rede Gottes ist, sondern nur ein Ausdruck davon, war auch die bekannte Lehre der Aschʿariten. Sie übernahmen die Unterscheidung zwischen der göttlichen Rede und dem Koran wahrscheinlich von Ibn Kullāb. Ibn Hazm gibt die aschʿaritische Lehre folgendermaßen wieder: "Gabriel ist nicht mit der Rede Gottes auf das Herz Mohammeds herabgekommen, vielmehr hat er etwas anderes gebracht, nämlich den Ausdruck (ʿibāra) der Rede Gottes. Nichts von dem, was wir in den Koranexemplaren lesen und schriftlich fixieren, ist die Rede Gottes." Der Aschʿarit al-Bāqillānī (st. 1013) hielt es für unzulässig, das, was man vom Koran rezitiert, als Rede Gottes zu bezeichnen. Al-Dschuwainī (st. 1085) meinte, dass die Rede Gottes zwar in den Koranexemplaren niedergeschrieben und in den Gedächtnissen der Menschen memoriert sei, jedoch nicht darin einkehre. Durch die Schriftzüge werde zwar die anfangsewige Rede Gottes zum Ausdruck gebracht. Das bedeute jedoch nicht, dass sie sich mit den Körpern verbinde oder in ihnen subsistiere. In verschiedenen Versen des Korans werde zwar ausgesagt, dass die Rede Gottes auf die Propheten herabgesendet wird. Mit Herabsendung (inzāl) sei hierbei allerdings gemeint, dass der Engel Gabriel die Rede Gottes, der sich an seinem Standplatz oberhalb der sieben Himmel befindet, erfasst, sodann zur Erde hinabsteigt und dem Gesandten das zu verstehen gibt, was er selbst am Lotusbaum der Grenze (sidrat al-muntahā) verstanden hat. Die göttliche Rede selbst bewege sich dabei nicht vom Platz. Al-Dschuwainī setzte sich stark von denjenigen ab, die behaupteten, dass das, was man bei der Rezitation des Korans höre, die Rede Gottes sei. Diejenigen, die diese Lehre vertraten, bezeichnete er als Haschwīya ("Abschaum").
Der Zāhirit Ibn Hazm (st. 1064) wies diese Auffassung jedoch heftig zurück und erklärte: "Der Koran ist die Rede Gottes im eigentlichen Sinn (ʿalā l-ḥaqīqa), nicht im übertragenen Sinn (lā ʿalā l-maǧāz), und derjenige, der das nicht lehrt, ist ein Kāfir." Beweis für die Richtigkeit dieser Auffassung war für ihn Sure 9:6 und Sure 2:75, die beide voraussetzen, dass mit der "Rede Gottes" ein geoffenbartes Buch gemeint ist. Hieraus schloss er, dass auch der hörbare Wortlaut des Korans die Rede Gottes ist. Insgesamt war er bestrebt, die weite Anwendbarkeit des Ausdrucks "Rede Gottes" aufzuzeigen. So schrieb er: "Auch wenn wir im Koran lesen, sagen wir, dass diese unsere Rede die Rede Gottes, im wirklichen, nicht im übertragenen Sinn. Und niemandem ist es erlaubt, zu sagen: Diese meine Rede ist nicht die Rede Gottes." Seine Ausführungen zu dieser Frage schließt er mit der Bemerkung ab: "Wir sagen, dass die Rede Gottes in unseren Herzen ist, durch unsere Zungen vorgetragen wird und in unseren Koranexemplaren fixiert ist, und wir sagen uns los von demjenigen, der dies mit seinem verdorbenen Verstand leugnet."
Auch für die meisten Hanbaliten stand fest, dass der Koran die Rede Gottes ist. So schloss zum Beispiel die Bekenntnisschrift des irakischen Hanbaliten Ibn Batta (st. 997) den Lehrsatz ein, dass der Koran "in allen Situationen und an allen Orten die unerschaffene Rede Gottes" ist. Die Berechtigung, auch das, was Mohammed den Menschen übermittelt hat, "Rede Gottes" zu nennen, leitet as-Saffārīnī aus der Aussage in Sure 9:6 ab, wo die Muslime dazu aufgefordert werden, Ungläubigen das Hören der Rede Gottes zu ermöglichen. Ibn Taimīya erklärte mit dieser Identitätsbeziehung auch die unter den Altvorderen (salaf al-umma) feststehende Lehre, dass die Rede Gottes von Gott ausgehe und zu ihm zurückkehre. Mit der Rückkehr der Rede Gottes, so meinte er, ist dabei nämlich die am Ende der Zeiten stattfindende Entfernung des Korantextes aus den Koranexemplaren und von den Herzen der Menschen gemeint.
Der Hanbalit Ibn ʿAqīl (gest. 1119) meinte, dass der Koran die unmittelbare Rede Gottes sei, die Auffassung einer in Gott subsistierenden Rede lehnte er ab, weil es die Funktion von Rede selbst ist, das auszudrücken, was sich im Sinn befindet. Seiner Auffassung nach ist es unmittelbar die Rede Gottes, die gehört wird, wenn der Koran rezitiert wird. Er verwahrte sich allerdings gegen die Vorstellung, dass die Stimme desjenigen, der den Koran rezitiert, mit der Rede Gottes identisch sei, weil in dieser Stimme die Rede Gottes nur in einer fragmentierten Form erscheint. Derjenige, der die Rede Gottes mit der Rezitation des menschlichen Rezitators für gleichbedeutend hält, hat seiner Auffassung nach unzulässigerweise Gott mit seinen Geschöpfen gleichgesetzt. Mit dieser Einschränkung näherte er sich der Position Ibn Kullābs und der Aschʿariten an.
Bei den Māturīditen war die Meinung geteilt. Frühe Māturīditen wie Abū l-Yusr al-Bazdawī (st. 1099) unterschieden klar zwischen der Rede Gottes und dem Koran und meinten, dass der Koran nur im übertragenen Sinne Rede Gottes genannt werden könnte. Der Koran ist für sie nur ein Verweis auf die Rede Gottes bzw. eine in Buchstaben angeordnete Abschrift (nasḫ) davon. Spätere Anhänger dieser Schule wie at-Taftāzānī (st. 1389) waren dagegen davon überzeugt, dass Koran und Rede Gottes identisch sind. Die spätere Sichtweise spiegelt sich auch in der Wasīyat Abī Hanīfa wider, wo es heißt: "Wir bekennen, dass der Koran die unerschaffene Rede Gottes ist... Die Tinte, das Papier und die Schrift sind allesamt erschaffen, weil sie das Werk der Menschen sind. Das Werk des Erschaffenen (sc. des Menschen) ist nämlich ebenfalls erschaffen. Die Rede Gottes dagegen ist unerschaffen, weil die Schrift, die Buchstaben, Wörter und Verse allesamt Zeichen des Korans für das Bedürfnis der Menschen sind."

### Das Verhältnis zu den anderen offenbarten Schriften
Nach der Auffassung späterer Autoren wie as-Saffārīnī sind auch Thora, Evangelium und die Psalmen die Rede Gottes. Die Rede Gottes ist allerdings hierarchisch geordnet: nach Ibn Taimīya (st. 1328) steht auf der höchsten Stufe die Fātiha, dann kommt die Sure al-Ichlās, hierauf folgen jeweils auf absteigenden Stufen der Koran, die Thora und das Evangelium. Manche setzten aber auch das Evangelium auf eine höhere Stufe als die Thora.
Der Māturīdit al-Bazdawī hielt es dagegen für undenkbar, dass die Rede Gottes arabisch oder hebräisch ist. Das Arabische und Hebräische sind lediglich Eigenschaften der in Buchstaben angeordneten Abschriften der Rede Gottes, nicht aber der Rede Gottes selbst.

### Einheit oder Vielheit der Rede Gottes?
Der Muʿtazilit al-Iskāfī (st. 854) lehrte, dass die Rede Gottes an verschiedenen Orten gleichzeitig sein könne. Al-Dschubbā'ī meinte, wenn tausend Menschen den Koran an verschiedenen Orten rezitierten, die Rede Gottes ohne Einschränkung bei jedem von ihnen sei. Grundlegend für die aschʿaritische Lehre ist die Auffassung, dass Gott nur eine Rede hat und das, womit der Engel Gabriel hinabgekommen und was er in das Herz Mohammeds gelegt hat, nicht die Rede Gottes selbst ist, sondern nur deren Ausdruck (ʿibāra). Die Rede Gottes als anfangsewiges Attribut Gottes kann sich nämlich nicht vervielfältigen. Auch al-Ghazālī vertrat die Lehre, dass die Rede Gottes, die er als innere Lehre auffasste, nicht vervielfältigt werden könne.
Auch der Muʿtazilit ʿAbd al-Dschabbār ibn Ahmad (st. 1024) meinte, dass es nur eine Rede Gottes gebe. Seiner Auffassung nach konnte sie aber an vielen Orten gleichzeitig sein, so in den Büchern und in den Herzen der Menschen. Eine andere Auffassung vertrat der Muʿtazilit ʿAbbād ibn Sulaimān, ein Zeitgenosse Ibn Kullābs. Er meinte, dass die innere Rede eine Einheit ist, aber mit der Übermittlung an verschiedene Adressaten vielfältig wird.
Der andalusische Gelehrte Ibn Hazm wies die aschʿaritische Lehre von der Einheit der Rede Gottes mit Verweis auf zwei Koranverse zurück, in denen die Unbegrenztheit der Worte Gottes betont wird, nämlich:
- Sure 18:109: "Wenn das Meer Tinte wäre für die Worte meines Herrn, würde das Meer versiegen, ehe die Worte meines Herrn versiegen" und
- Sure 31:27: "Wenn auf Erden aus Bäumen Schreibrohre würden und wenn für das Meer, wenn es erschöpft ist, sieben Meere Nachschub brächten, so wären Gottes Worte unerschöpflich."

Deswegen hielt Ibn Hazm die Behauptung, Gott habe nur eine Rede, für eine große Verirrung.
Ähnlich betonte auch Ibn Taimīya die Vielheit der Rede Gottes. Sie kann seiner Auffassung nach entweder Information übermitteln oder einen Befehl beinhalten. In letzterem Fall hat sie entweder den Charakter eines Schöpfungsaktes (takwīn; im Sinne des Schöpfungswortes kun) oder den Charakter der Gesetzgebung (tašrīʿ). Die Rede Gottes ist insofern sehr vielfältig.

### Ist Gottes Rede hörbar?
Der Aschʿarit al-Dschuwainī meinte, dass unter den Muslimen ein Konsens darüber bestehe, dass die Rede Gottes hörbar (masmūʿ) ist. Als Beleg dafür verwies er auf Sure 9:6, in der explizit davon die Rede ist, dass Menschen die Rede Gottes hören sollten. Allerdings gab es mit al-Māturīdī (gest. 944) und al-Isfarā'īnī auch zwei islamische Theologen, die die Hörbarkeit der Rede Gottes explizit abstritten. Sie waren der Auffassung, dass die Rede Gottes lediglich eine Idee in Seiner Essenz ist, und Gottes Sprechen mit Mose nur die Erschaffung einer Wahrnehmung war, durch die Mose diese Idee verstand. Hinsichtlich des Korans meinte al-Māturīdī, dass Gott seine innere Rede Gabriel übermittelt und dieser sie Mohammed in arabischer Sprache übermittelt habe.
Grundlage für die Lehre der Unhörbarkeit der Rede Gottes war die Vorstellung, dass die Rede Gottes nur die Bedeutung (maʿnā) ist, die in der Nafs Gottes subsistiert (al-qāʾim bi-n-nafs). Diese „innere Rede“ Gottes, von der die offenbarten Bücher nur ein Ausdruck sind, nannten die Aschʿariten auch kalām nafsī („innere Rede“). Al-Ghazālī, der der aschʿaritischen Lehre nahestand, erklärte in seiner Schrift al-Iqtiṣād, dass die Rede Gottes nicht aus Lauten oder Worten bestehe, sondern als innere Rede Gottes anders als alle andere Rede sei.  Die innere Rede, so lehrte er, könne sich nicht durch erschaffene Laute oder Buchstaben außerhalb Gottes manifestieren, sondern nur offenbart werden. Auch Mose hatte nach al-Ghazālī die Stimme Gottes nicht wirklich gehört. Im Jenseits seien die Menschen jedoch imstande, Gottes Rede zu verstehen. Die Lehre von der Unhörbarkeit der Rede Gottes wurde auch von Fachr ad-Dīn ar-Rāzī (gest. 1209) geteilt.
Für die Muʿtaziliten al-Dschubbā'ī und seinen Sohn Abū Hāschim besteht die Realität der Rede dagegen sehr wohl aus artikulierten Lauten und geordneten Buchstaben. Die Schiiten stimmten mit ihnen darin überein. ʿAbd al-Dschabbār ibn Ahmad widmete einen ganzen Abschnitt seines Muġnī dem Beweis, dass Gott mit diesseitiger, hörbarer Rede spricht. Hanbaliten wie Ibn Taimīya hielten es für Häresie, zu sagen, dass Gott nicht mit Worten oder Lauten spreche.